# Фридрих Кристијан Баумејстер
Фридрих Кристијан Баумејстер (17. јул 1709 — 8. октобар 1785) био је немачки филозоф.
Баумеистер је студирао филозофију у Јени и Витенбергу. Постао је директор Гимназије Герлиц 1736. године. Његови уџбеници пропагирали су метафизику Кристијана Волфа.

## Дела
- Philosophia definitiva, 1735
- Institutiones philosophiae rationalis : methodo Wolfii conscriptae, 1735
- Institutiones metaphysicae : ontologiam, cosmologiam, psychologiam, theologiam denique naturalem complexae, 1738 and 1751
- Historia doctrinae de mundo optimo, 1741
- Elementa philosophiae recentioris : usibus iuventutis scholasticae accommodata, 1747